# Friedrich Walter
Friedrich Walter, conegut com a Fritz Walter, (Kaiserslautern, 31 d'octubre, 1920 – 17 de juny, 2002) fou un destacat futbolista alemany dels anys 50.

## Trajectòria

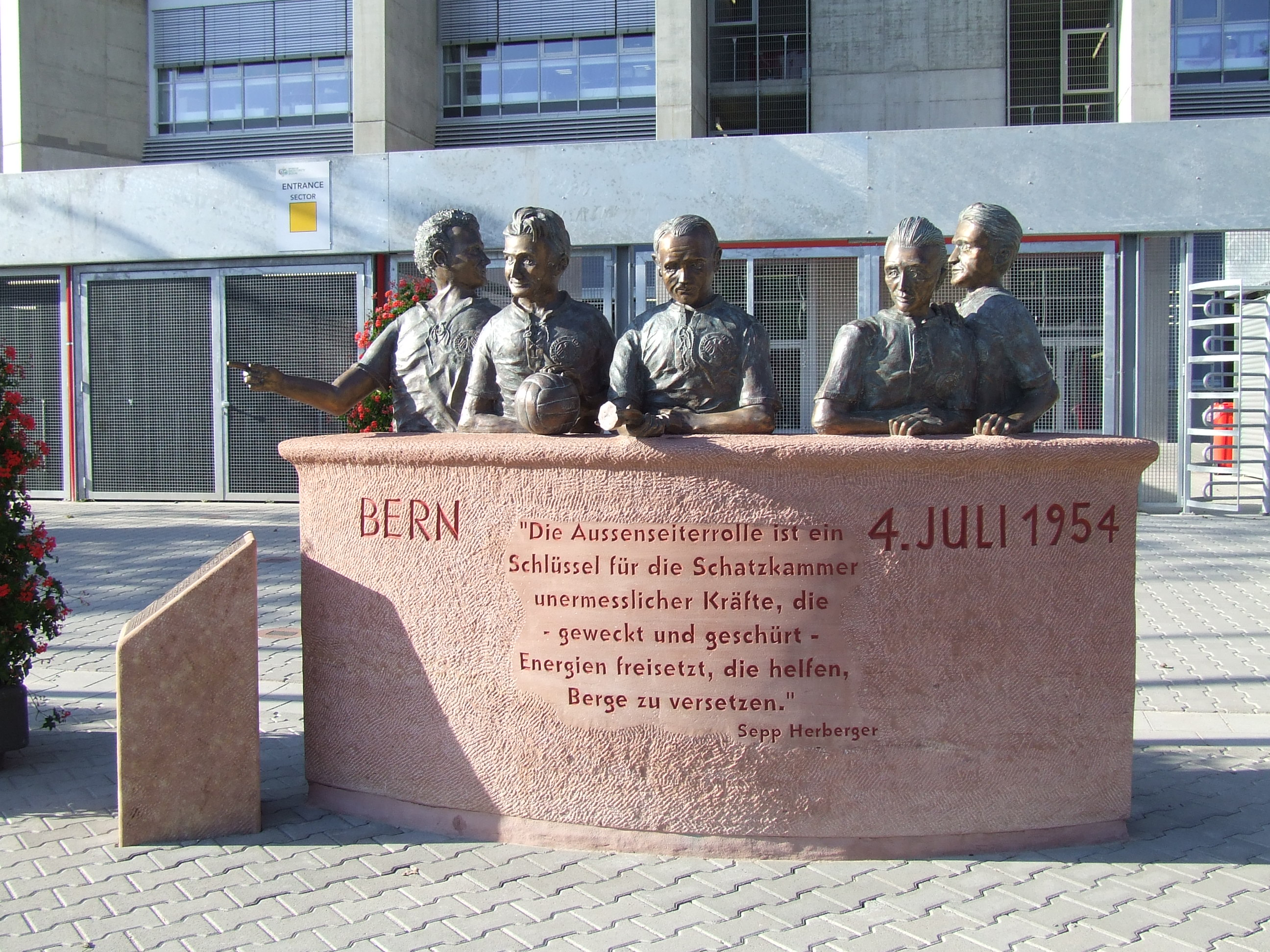
Memorial pels jugadors del 1. FC Kaiserslautern a la Copa del Món de Futbol 1954. D'esquerra a dreta: Werner Liebrich, Fritz Walter, Werner Kohlmeyer, Horst Eckel i Ottmar Walter.

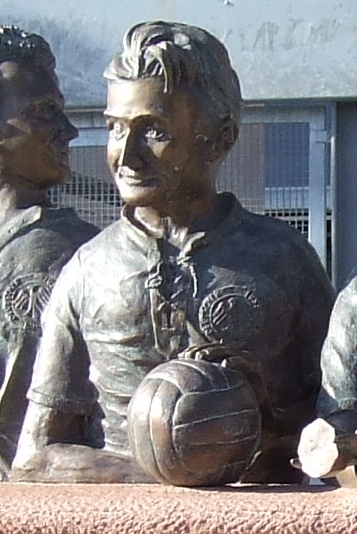
Estàtua de Fritz Walter a Kaiserslautern.

A l'edat de 8 anys fitxà pel 1. FC Kaiserslautern. Als 17 anys debutà al primer equip on romangué durant tota la seva carrera.
Debutà amb la selecció l'any 1940 de la mà de Sepp Herberger, i marcà un hat trick contra Romania. Walter entrà a les Forces Armades el 1942, acabant com a presoner de guerra a la Segona Guerra Mundial. Retornà al Kaiserslautern on començà una etapa d'èxits. Guanyà la lliga els anys 1951 i 1953 i retornà a la selecció com a capità. Es proclamà campió del món el 1954 i també particià al Mundial de 1958 World Cup. Una lesió a les semifinals provocaren la seva retirada de la selecció aquell mateix any i del futbol el 1959. En total jugà 61 partits i marcà 33 gols amb Alemanya.
El seu germà Ottmar Walter també fou futbolista i campió del Món el 1954, al seu costat.
Fritz Walter és un dels capitans honorífics de la selecció alemanya. La resta són Uwe Seeler, Franz Beckenbauer i Lothar Matthäus. L'estadi del FC Kaiserslautern porta el seu nom, el Fritz Walter Stadion. El novembre del 2003, amb motiu del jubileu de la UEFA, fou nomenat per l'Associació Alemanya de Futbol com a Golden Player al millor jugador alemany dels darrers 50 anys.